# Нова земља
Нова земља (рус. Новая Земля) је руски архипелаг у Арктичком океану у области 60-ог степена северне географске ширине. Састоји се из два главна острва (Северно и Јужно острво) и више мањих у околини. Површина архипелага је око 90.650 km².
Северно и Јужно острво одваја мореуз Маточкин. Од приобалног острва Вајгач, Јужно острво је одвојено Карским вратима. На западу је Баренцово море, а на истоку Карско море. Острва су изразито планинска и представљају наставак планине Урал. Највиши врх је на 1.547 метара надморске висине. На Северном острву има више ледника, док на јужном преовладавају тундре. На острвима има залиха бакра, олова и цинка. Административно, острва припадају Архангелској области.
Становништво Нове земље, према попису становништва из 2010. године, било је око 2.429, од чега је 1.972 обитавало у Белушјој Губи, градском насељу које је административни центар округа Нова земља. Аутохтоно становништво (од 1872. до 1950-их када су пресељени на копно) састојало се од око 50–300 Ненаца који су претежно бавили риболовом, узгојом ирваса, ловом на поларне медведа и ловом на перајаре. Природни ресурси укључују бакар, олово и цинк.

## Историја
За острва су Руси знали од 11. или 12. века, јер су трговци из Новгорода посећивали ове крајеве. Европски истраживчи североисточног морског пута у 16. веку су израдили прве мапе западне обале Нове земље (Хју Вилоуби 1553. и Вилем Баренц 1596). Током каснијег путовања Фјодора Литке 1821–1824, западна обала је мапирана. Хенри Хадсон је био још један истраживач који је прошао кроз Нову Земљу док је истраживао Северни морски пут.
Острва су систематски истраживали Пјотр Пахтусов и Август Циволко током раних 1830-их. Прво стално насеље основано је 1870. у Малој Кармакули, које је служио као главни град Нове земље до 1924. Касније је административни центар премештен у Белушја Губу, 1935. у Лагерно, али је потом враћен до Белушја Губа.
- Брод Вилема Баренца међу арктичким ледом.
- Карта Нове земље 1599–1601.
- Мапа Нове земље из 1720.

### Други светски рат
У месецима након Хитлерове инвазије на Совјетски Савез у јуну 1941. године, Сједињене Државе и Велика Британија су организовале конвоје трговачких бродова под поморском пратњом да испоруче залихе у северне совјетске морске луке. Савезнички конвоји до PQ 12 стигли су неповређени, али су немачки авиони, бродови и подморнице послати у северну Норвешку и Финску да се супротставе конвојима.

#### Конвој PQ 17
Конвој PQ 17 састојао се од тридесет и шест трговачких бродова који су садржали 297 авиона, 596 тенкова, 4.286 других возила и више од 150.000 дугих тона (152.407 т) другог терета, шест пратилаца разарача, петнаест слободних наоружаних бродова (међу којима су биле две слобоне француске корвете) и три мала спасилачка пловила. Конвој је кренуо са Исланда 27. јуна 1942. године, један брод се насукао и испао из конвоја. Конвој је успео да плови северно од острва Бер, али је 30. јуна наишао на ледене плоче; брод је био превише оштећен да би могао да настави и прекинуо је радио тишину. Следећег јутра, конвој су откриле немачке подморнице и немачки извиђачки авиони, а напади торпедо бомбардера почели су 2. јула.
У ноћи 2/3 јула, немачки бојни брод Тирпиц и тешка крстарица Адмирал Хипер приспели су из Трондхајма са четири разарача и два мања брода. Мали бојни бродови Адмирал Шиер и Луцов и шест разарача испловили су из Нарвика, али су се Луцов и три разарача насукали. Британски адмиралитет је одговорио 4. јула преусмеравањем пратећих бродова на запад да се састану са матичном флотом и наредио је трговачким бродовима да се распу. Тражећи сигурност у Маточкиновом мореузу, неколико бродова је кренуло ка Новој Земљи.

#### Операција Вундерланд
У августу 1942. немачка морнарица је започела операцију Вундерланд, с циљем да уђе у Карско море и потопи што више совјетских бродова. Адмирал Шиер и други ратни бродови су заобишли рт Жеља, ушли у Карско море и напали обалску станицу на острву Диксон, тешко оштетивши совјетске бродове Дежњев и Револуциониста. Касније те године, Карло Штајнер је упознао новог затвореника, капетан Меншикова, који му је рекао:
„У августу 1942. још један… транспорт стигао је у Нову Земљу. Пратећи бродови су се окренули и кренули назад. Само неколико сати касније, стражар у торњу је објавио да је брод на видику. Сви су претпоставили да је то један од савезничких ратних бродова. Убрзо након тога, стражар је објавио да се брод приближава заливу. Изашао сам напоље…да се лично уверим. Чим сам се попео на торањ, схватио сам на мој ужас да је то немачки ратни брод. Подигао сам узбуну, али је било прекасно… приближавала се немачка крстарица. Један од савезничких теретњака — први брод који смо успели да покренемо — кренуо је из залива. То је све што су Немци чекали. У тренутку када је брод стигао до најужег дела залива, немачки топови су испалили прву салву — директан погодак… наше обалске батерије су отвориле ватру… али топови нису досегли довољно далеко… [они] су се приближили и уништили све бродове у заливу, као и великом делу луке [и] оставили стотину мртвих и рањених.“
Без обзира да ли се напад на Меншиковљеву батерију догодио на острву Диксон или на Новој земљи, Стајнеров извештај је осветлио судбину совјетског официра којег су његови сународници затворили због „злочина“ претрпеног пораза од стране непријатеља. Хапшење Меншикова никада није објављено у совјетској штампи.

#### Операције 1943
У августу 1943. немачка подморница потопила је совјетски истраживачки брод Академик Шокалскиј у близини рта Спори Наволок, али је совјетска морнарица, која је сада била у офанзиви, уништила немачку подморницу У-639 код рта Желаније.
Године 1943, Нова земља је накратко служила као тајна хидроавионска база за Кригсмарине нацистичке Немачке, да би обезбедила немачки надзор над савезничким бродовима на путу за Сибир. Хидроавионску базу су успоставиле У-255 и У-711, које су деловале дуж северне обале Совјетске Русије у саставу 13. подморничке флотиле. У августу и септембру 1943. године извршени су летови хидроавиона.

### Нуклеарно тестирање
Са Нове земље је 1955. евакуисано малобројно становништво и она је служила као полигон за нуклеарне експерименте Совјетског Савеза. Постојале су три локације за тестирање:
- локација A, у заливу Чернаја (70,7° сгш — 54,6° игд), која је коришћена 1955-1962.
- локација B, у мореузу Маточкин (73,4° сгш — 54,9° игд), која је служила за подземне експерименте 1964-1990.
- локација C, Сухој Нос (73,7° сгш — 54,0° игд), коришћена 1957-1962, и где је 30. октобра 1961. извршена експлозија у ваздуху (на 3.500 метара) бомбе од 50 мегатона, такозване Цар бомбе, најснажније нуклеарне експлозије икада изведене. Сматра се да је на овим острвима у 224 пробе детониран (еквивалент од) 265 мегатона ТНТ-а. Половина површине архипелага се води као „зона нуклеарних проба“. После дуге паузе, неке истраживачке активности на овим полигонима су настављене 1998.

У јулу 1954. Нова земља је одређена као место за тестирање нуклеарног оружја, чија је изградња почела у октобру и постојала је током већег дела Хладног рата. „Зона А“, Чарнаја губа (70,7° С; 54,6° И), коришћена је 1955–1962 и 1972–1975.] „Зона Б“, Маточкин Шар (73,4° С; 54,9° И), коришћена је за подземна испитивања 1964–1990. „Зона Ц“, Сухој Нос (73,7° С; 54,0° И), коришћена је 1958–1961 и била је место тестирања Царске бомбе 1961, најмоћнијег нуклеарног оружја икада детонираног.
Други тестови су се одвили на другим местима широм острва, са званичним опсегом тестирања који је покривао више од половине копнене масе. Септембра 1961, лансиране су две погонске термонуклеарне бојеве главе из Воркута Советског и Салехарда на подручја на Новој Земљи. Лансирна ракета је касније распоређена на Кубу.
Године 1963, је имплементиран Уговор о ограниченој забрани тестирања који је забранио већину атмосферских нуклеарних тестова. Највећи подземни тест у Новој земљи обављен је 12. септембра 1973. године, укључивши четири нуклеарна уређаја укупне снаге 4,2 мегатоне. Иако далеко мањи по снази експлозије од Царске бомбе и других атмосферских тестова, затварање експлозије под земљом довело је до притисака који су били упоредиви природним земљотресима. У случају теста од 12. септембра 1973. постигнута је сеизмичка магнитуда од 6,97 по Рихтеровој скали, што је покренуло лавину од 80 милиона тона која је блокирала два глацијална тока и створила језеро на 2 km (1,2 mi) у дужини.
Током своје историје као полигона за нуклеарно тестирање, Нова земља је била поприште 224 нуклеарне детонације са укупном експлозивном енергијом која је еквивалентна 265 мегатона ТНТ-а. Поређења ради, сав експлозив коришћен у Другом светском рату, укључујући детонације две америчке нуклеарне бомбе, износио је само две мегатоне.
Током 1988–1989, гласност је помогла да се активности тестирања у Новој земљи учине јавним, а 1990. активисти Гринписа су организовали протест на том месту. Последња нуклеарна пробна експлозија била је 1990. (уједно и последња за цео Совјетски Савез и Русију). Министарство за атомску енергију изводило је серију субкритичних подводних нуклеарних експеримената у близини Маточкиног Шара сваке јесени од 1998. године. Ови тестови наводно укључују до 100 g (3,5 oz) бојног плутонијума.
У октобру 2012. објављено је да ће Русија наставити подкритична нуклеарна тестирања у „зони Б“. У пролеће 2013. започета је изградња онога што ће постати нови тунел и четири зграде у близини насеља Северни, 3 km (1,9 mi) западно-северозападно до Лазареве планине.
CNN је 2023. известио да су комерцијални сателитски снимци показали нову активност тунела и површинску конструкцију на полигонима Нова земља (укључујући објављене слике на 73,385° С; 54,740° И) које указују на могућу припрему за наставак нуклеарних тестирања.

## Становништво
По подацима пописа из 2010. на острвима живи 2.429 становника, од којих 1.972 живе у највећем насељу Белушја Губа. Ту су и око 100 припадника Ненецког народа који се баве ловом и риболовом.

## Околина
Екологија Нове земље је условљена његовом северном климом, мада регион ипак подржава разноликост биома. Једна од најзапаженијих врста је поларни медвед, чија се популација у региону Баренцовог мора генетски разликује од осталих потпопулација поларних медведа.

### Клима
| Клима Нове земље               | Клима Нове земље | Клима Нове земље | Клима Нове земље | Клима Нове земље | Клима Нове земље | Клима Нове земље | Клима Нове земље | Клима Нове земље | Клима Нове земље | Клима Нове земље | Клима Нове земље | Клима Нове земље | Клима Нове земље |
| Показатељ \ Месец              | .Јан.            | .Феб.            | .Мар.            | .Апр.            | .Мај.            | .Јун.            | .Јул.            | .Авг.            | .Сеп.            | .Окт.            | .Нов.            | .Дец.            | .Год.            |
| ------------------------------ | ---------------- | ---------------- | ---------------- | ---------------- | ---------------- | ---------------- | ---------------- | ---------------- | ---------------- | ---------------- | ---------------- | ---------------- | ---------------- |
| Апсолутни максимум, °C (°F)    | 2,6 (36,7)       | 1,7 (35,1)       | 2,0 (35,6)       | 7,8 (46)         | 17,6 (63,7)      | 22,2 (72)        | 28,3 (82,9)      | 23,8 (74,8)      | 16,5 (61,7)      | 9,7 (49,5)       | 4,5 (40,1)       | 2,5 (36,5)       | 28,3 (82,9)      |
| Максимум, °C (°F)              | −10,9 (12,4)     | −11,5 (11,3)     | −9,1 (15,6)      | −6,7 (19,9)      | −1,4 (29,5)      | 4,9 (40,8)       | 10,3 (50,5)      | 9,0 (48,2)       | 5,5 (41,9)       | −0,1 (31,8)      | −4,8 (23,4)      | −8,1 (17,4)      | −1,9 (28,6)      |
| Просек, °C (°F)                | −14,1 (6,6)      | −14,7 (5,5)      | −12,2 (10)       | −9,9 (14,2)      | −3,7 (25,3)      | 2,5 (36,5)       | 7,3 (45,1)       | 6,8 (44,2)       | 3,7 (38,7)       | −1,8 (28,8)      | −7,1 (19,2)      | −11,1 (12)       | −4,5 (23,9)      |
| Минимум, °C (°F)               | −17,3 (0,9)      | −17,9 (−0,2)     | −15,2 (4,6)      | −13,0 (8,6)      | −5,8 (21,6)      | 0,7 (33,3)       | 5,1 (41,2)       | 4,9 (40,8)       | 2,1 (35,8)       | −4,0 (24,8)      | −9,9 (14,2)      | −14,1 (6,6)      | −7,0 (19,4)      |
| Апсолутни минимум, °C (°F)     | −36,0 (−32,8)    | −37,4 (−35,3)    | −40,0 (−40)      | −29,9 (−21,8)    | −25,9 (−14,6)    | −9,6 (14,7)      | −2,8 (27)        | −1,7 (28,9)      | −9,9 (14,2)      | −21,1 (−6)       | −29,1 (−20,4)    | −36,2 (−33,2)    | −40,0 (−40)      |
| Количина падавина, mm (in)     | 30 (1,18)        | 26 (1,02)        | 24 (0,94)        | 20 (0,79)        | 15 (0,59)        | 23 (0,91)        | 36 (1,42)        | 31 (1,22)        | 39 (1,54)        | 35 (1,38)        | 24 (0,94)        | 33 (1,3)         | 336 (13,23)      |
| Дани са кишом                  | 1                | 1                | 1                | 1                | 3                | 10               | 15               | 17               | 19               | 9                | 3                | 2                | 82               |
| Дани са снегом                 | 18               | 18               | 19               | 17               | 17               | 10               | 1                | 1                | 6                | 17               | 19               | 20               | 163              |
| Релативна влажност, %          | 78               | 77               | 77               | 76               | 78               | 81               | 83               | 83               | 85               | 82               | 79               | 78               | 80               |
| Сунчани сати — месечни просек  | 0                | 25               | 107              | 215              | 189              | 173              | 229              | 143              | 73               | 40               | 3                | 0                | 1.197            |
| Извор #1: Pogoda.ru.net        |                  |                  |                  |                  |                  |                  |                  |                  |                  |                  |                  |                  |                  |
| Извор #2: NOAA (sun 1961–1990) |                  |                  |                  |                  |                  |                  |                  |                  |                  |                  |                  |                  |                  |

Поларни медведи улазе у подручја у којима обитавају људи чешће него раније, што се приписује климатским променама. Глобално загревање смањује заступљеност морског леда, присиљавајући медведе да улазе у унутрашњост у потрази за храном. У фебруару 2019. године дошло је до масовне миграције у североисточном делу Нове земље. Десеци поларних медведа су виђени како улазе у куће, јавне зграде и насељена подручја, па су власти Архангељске области прогласиле ванредно стање у суботу 16. фебруара 2019. године.